# Steatoda incomposita
Steatoda incomposita är en spindelart som först beskrevs av Denis 1957.  Steatoda incomposita ingår i släktet vaxspindlar, och familjen klotspindlar. Inga underarter finns listade i Catalogue of Life.